# Löpèlo Mëlaka

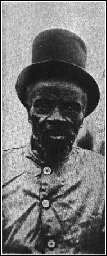
König Malabo um 1930

Löpèlo Mëlaka, bekannter als Malabo, († 19. April 1937) war der letzte König des Bubi-Volkes auf der westafrikanischen Insel Bioko.
Nach dem Tod seines Bruders Moka, des amtierenden Königs, am 2. März 1898, riss dessen Minister Sas Ebuera die Macht an sich und krönte sich selbst im Oktober 1899. Sein fortgesetzter Widerstand gegen die spanischen Kolonialherren führte zu seiner Gefangennahme und Tod im Juli 1904.
Hiernach dann wurde Malabo im September 1904 zum König der Bubi gekrönt. In seine Amtszeit fiel der 1910 von Häuptling Luba angeführte Aufstand gegen die Zwangsarbeit in den Plantagen. Die Niederschlagung des Aufstandes kostete wohl 15.000 Bubi das Leben.
Malabo gab sich dem Alkohol hin und starb in Riabba, dem heutigen Moka, am 19. April 1937. Sein 1896 geborener Sohn und legitimer Erbe Francisco Malabo Beosa trat das Amt des Königs nie an und starb in Moka am 15. November 2001 in totaler Anonymität.
1973 wurde die äquatorialguineische Hauptstadt im Rahmen einer Kampagne des damaligen Präsidenten Francisco Macías Nguema zum Ersetzen kolonialer Ortsnamen durch afrikanische zu Ehren Löpèlo Mëlakas in Malabo umbenannt.